# Kristof Vliegen
Kristof Vliegen (Maaseik, 22 giugno 1982) è un ex tennista belga.
Destro, giocava il rovescio con un'impugnatura bimane.
Diventato professionista nel 2001, si ritira il 14 luglio 2011. Il suo best ranking è stata la posizione numero 30, raggiunta nel 2006. Nonostante l'omonimia non è parente del suo collega e concittadino Joran Vliegen.